# Podłaźniczka

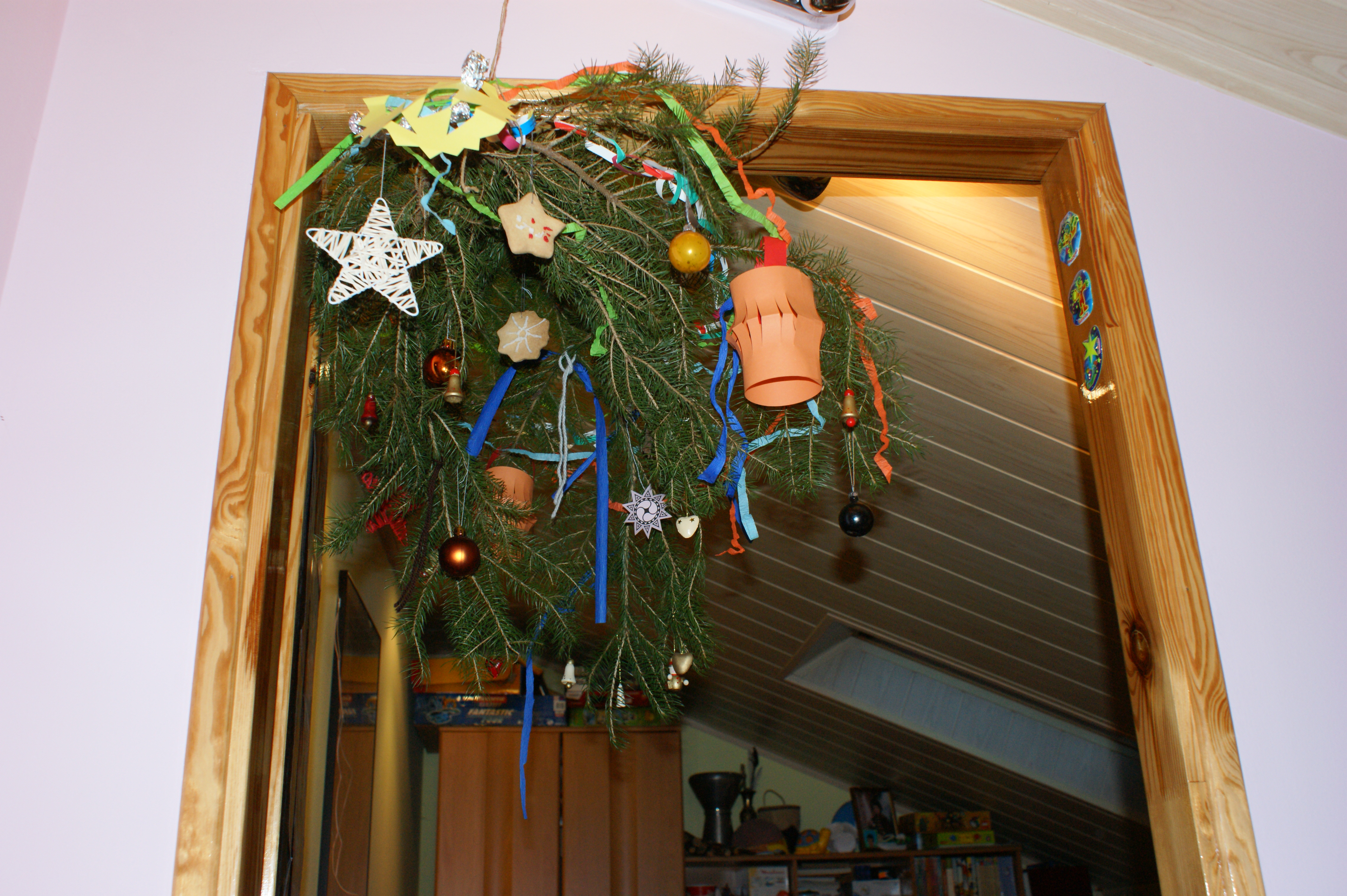
Nhành cây Podlazniczka treo trên cửa

Podłaźniczka là ngọn của cây linh sam hoặc cây vân sam hoặc là cành hoặc ngọn của cây thông và được treo dưới trần nhà như một vật trang trí trong dịp Giáng sinh trước đây của Ba Lan. Ngày nay, nó được thay thế bởi cây Giáng sinh, hoặc các đồ trang trí tương tự khác.

## Lịch sử
Phong tục trang trí Podłaźniczka cho ngôi nhà được vay mượn từ thời ngoại giáo, bắt nguồn từ Lễ hội Godowego (Lễ Giao phối) của nhóm người Slavic, rơi vào ngày đông chí. Chủ nhà sẽ đi đến một khu rừng và "đánh cắp" một cành cây lá kim (cây thường xanh) để đem về trang trí và treo dưới trần nhà của họ để mang lại sự may mắn cho gia chủ. Họ tin rằng cây lá kim là biểu tượng của sự sống vĩnh cửu, không bị gián đoạn và những chiếc ghim của cây lá kim, chủ yếu là linh sam, bảo vệ chống lại bệnh tật, ma quỷ và cả sét. Các đồ trang trí đính kèm ngọn cây thường có nhiều màu sắc, mỗi màu đều có những ý nghĩa tượng trưng riêng, ví dụ: màu đỏ - màu của trái tim và máu, là biểu tượng của cuộc sống và tình yêu gia đình; màu xanh lá cây - màu của hy vọng; màu vàng - một biểu tượng của ánh sáng và rạng rỡ; màu trắng - màu của sự ngây thơ, tinh khiết và tâm trạng thăng hoa. Trước khi cây Giáng sinh xuất hiện thì Podłaźniczka vẫn là vật trang trí chủ đạo trong lễ Giáng sinh. Ngày nay, có thể thấy nhiều Podłaźniczka ở không chỉ trong các bảo tàng ngoài trời (ví dụ, trong Công viên dân tộc học ở Tokarnia) mà còn ở trong các nơi khác nữa.